# نادیدنی

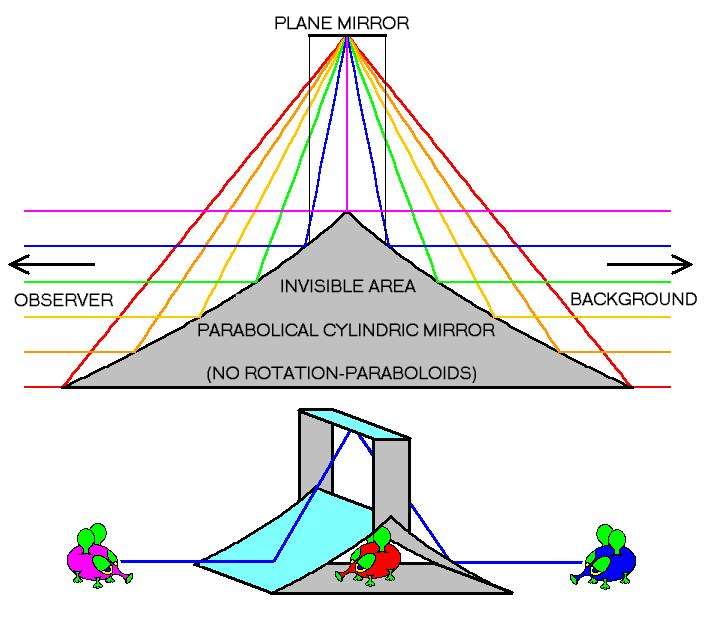
یک نمونه از این‌که چگونه یک شیء از طریق استفاده از آینه می‌تواند نامرئی به‌نظر برسد.

نادیدنی یا نامرئی؛ (غیرقابل رویت بودن)، (انگلیسی: Invisibility) حالت چیزی یا پدیده‌ای است که قابل مشاهده نیست. به شیئی که در این حالت است نامرئی گفته می‌شود (که به معنای واقعی کلمه "قابل مشاهده نیست"). از این اصطلاح اغلب در فانتزی / علمی–تخیلی استفاده می‌شود؛ جایی که اشیاء را به وسیلهٔ جادویی یا تکنیکی نمی‌توان دید. با این حال، آثار آن نیز می‌تواند در دنیای واقعی، به ویژه در فیزیک و کلاس‌های روانشناسی ادراکی، نشان داده شود.
از آن‌جا که اشیاء با نور در طیف مرئی آن؛ که از یک منبع منعکس کننده از سطح خود و برخورد آن به چشم بیننده می‌توانند دیده شوند، طبیعی‌ترین شکل نامرئی بودن (واقعی یا داستانی) جسمی است که نه نور را نه منعکس و نه جذب می‌کند (یعنی اجازه می‌دهد نور از طریق آن عبور کند) که این به معنای شفافیت است و در بسیاری از مواد طبیعی دیده می‌شود (هرچند هیچ مادهٔ طبیعی به میزان ۱۰۰٪ شفاف نیست).
مفهوم نادیدنی بستگی به چندین عامل نوری و بصری دارد. به عنوان مثال: نامرئی بودن به چشم ناظر و/ یا ابزار مورد استفاده بستگی دارد؛ بنابراین یک شی را می‌توان به عنوان «فرد نامرئی» به فرد، حیوان، ابزار و غیره طبقه‌بندی کرد. در تحقیق بر روی ادراک حسگر نشان داده شده‌است که نامرئی در چرخه درک می‌شود.